# Episodi di You (quarta stagione)
La quarta stagione della serie televisiva You, composta da dieci episodi, è divisa in due parti. La prima parte è stata pubblicata sul servizio di streaming on demand Netflix il 9 febbraio 2023, la seconda parte è stata pubblicata il 9 marzo 2023.
Il cast principale di questa stagione è composto da: Penn Badgley, Tati Gabrielle, Lukas Gage, Charlotte Ritchie, Tilly Keeper, Amy-Leigh Hickman, Ed Speleers.
| nº            | Titolo originale                          | Titolo italiano                  | Pubblicazione   |             |
| Prima parte   | Prima parte                               | Prima parte                      | Prima parte     | Prima parte |
| ------------- | ----------------------------------------- | -------------------------------- | --------------- | ----------- |
| 1             | Joe Takes a Holiday                       | Joe va in vacanza                | 9 febbraio 2023 |             |
| 2             | Portrait of the Artist                    | Ritratto dell’artista            | 9 febbraio 2023 |             |
| 3             | Eat the Rich                              | Il killer dei ricchi             | 9 febbraio 2023 |             |
| 4             | Hampsie                                   | Hampsie                          | 9 febbraio 2023 |             |
| 5             | The Fox and the Hound                     | La volpe e il cane da caccia     | 9 febbraio 2023 |             |
| Seconda parte |                                           |                                  |                 |             |
| 6             | Best of Friends                           | Tra i miei migliori amici        | 9 marzo 2023    |             |
| 7             | Good Man, Cruel World                     | Un brav'uomo in un mondo crudele | 9 marzo 2023    |             |
| 8             | Where Are You Going, Where Have You Been? | Dove vai? Dove sei stato?        | 9 marzo 2023    |             |
| 9             | She's Not There                           | Lei non c'è                      | 9 marzo 2023    |             |
| 10            | The Death of Jonathan Moore               | La morte di Jonathan Moore       | 9 marzo 2023    |             |

## Joe va in vacanza
- Titolo originale: Joe Takes a Holiday
- Diretto da: John Scott
- Scritto da: Sera Gamble e Leo Richardson

### Trama
Un flashback mostra Joe a Parigi alla ricerca di Marienne. Trova un suo quadro ad una mostra di pittori, dove una ragazza gli riferisce che l'artista è andata a Londra per una fiera d'arte. Riesce a rintracciarla ma quando prova a parlarle capisce che lei è terrorizzata dal fatto che lui ha ucciso Ryan e Love. Decide quindi di lasciarla andare via per sempre. Elliot, uno scagnozzo che lavora per il padre di Love, localizza Joe e gli fornisce una nuova identità. Gli fa presente che Marienne sa che non è morto e che lei prenderà un treno per Parigi alle 20; è quindi necessario sistemare le cose. Joe riesce a sfilare la collanina a Marienne ed invia una foto ad Elliot per far sembrare che l'abbia uccisa quando in realtà ha lasciato che lei prendesse il treno di rientro. Nel presente, Joe si trova a Londra e lavora come professore universitario di letteratura sotto il falso nome di Jonathan Moore. Kate, la fidanzata di Malcolm, collega di Joe, viene aggredita in un parcheggio e Joe interviene per aiutarla. Malcolm, per ringraziarlo, decide di invitarlo ad una serata in un locale pieno di gente ricca. Qui fa amicizia con l'autore e promettente sindaco Rhys. Joe si ubriaca pesantemente alla festa e, quando si risveglia il giorno dopo a casa sua, sul tavolo in cucina giace il corpo senza vita di Malcolm, pugnalato a morte. L'assassino gli ha anche tagliato un dito. Vede dalla finestra che ci sono degli agenti di polizia in casa di Malcolm che stanno parlando con Kate. Probabilmente la ragazza ne ha già denunciato la scomparsa. Capisce quindi che deve liberarsi del corpo il prima possibile. Lo taglia a pezzi per poi buttarlo in acqua. Joe non ricorda molto della festa e pensa di aver ucciso Malcolm poco prima di svenire, perciò, per non destare sospetti, partecipa ad un'altra serata in quello stesso locale. Poco prima di entrare riceve un messaggio da chi ha veramente ucciso Malcolm pensando di riuscire ad accollargli la colpa. Joe capisce che l'assassino si nasconde tra quella cerchia di persone.
- Guest star: Stephen Hagan (Malcolm), Sean Pertwee (Vic), Niccy Lin (Sophie Soo), Ben Wiggins (Roald Walker-Burton), Ozioma Whenu (Blessing), Aidan Cheng (Simon Soo), Eve Austin (Gemma), Dario Coates (Connie).

## Ritratto dell’artista
- Titolo originale: Portrait of the Artist
- Diretto da: John Scott
- Scritto da: Kara Lee Corthron e Neil Reynolds

### Trama
Joe è alla ricerca di indizi per cercare di capire chi ha ucciso Malcolm. L'assassino sa che lui è riuscito a disfarsi del cadavere e questo lo ha reso interessante ai suoi occhi. Inizialmente pensa possa esserci dietro Elliot ma presto lo esclude in quanto completamente estraneo a tutto. Joe continua a ricevere messaggi da parte dell'assassino sull'app che gli è stata installata da lui stesso la sera del delitto. Comprende che lo sta osservando ma non riesce a capire chi è. Lady Phoebe invita Joe ad una mostra d'arte curata da Kate che presenta il lavoro di Simon Soo, figlio di un miliardario della loro cerchia di amici. Joe irrompe nell'ufficio di Malcolm e trova un registro dei debiti di gioco con i contatti riportati a forma di codice. Joe scopre che uno di questi è Adam Pratt, fidanzato di Phoebe, e quando lo pedina capisce che il suo segreto è di avere un feticismo nell'essere urinato addosso da persone di classe sociale inferiore. La guardia del corpo di Adam, Vic, lo sorprende ma Joe riesce a cavarsela con una scusa. Durante la mostra, un'opera di Simon viene vandalizzata da una donna, che Joe e Kate scoprono essere la vera artista delle opere. Simon l'ha screditata rendendola dipendente dalla droga e si è preso tutto il merito. Parlando con la ragazza, Joe scopre che Malcolm le aveva parlato promettendole di smascherare Simon. Joe è sempre più convinto che sia quest'ultimo l'assassino di Malcolm ma quella stessa sera, Simon viene ucciso. L'assassino gli ha tagliato anche un orecchio. Un giorno, quando Joe rientra a casa, trova appesi sul muro tanti ritagli di giornale relativi al suo passato. L'assassino ha scoperto la sua vera identità.
- Guest star: Sean Pertwee (Vic), Niccy Lin (Sophie Soo), Ben Wiggins (Roald Walker-Burton), Ozioma Whenu (Blessing), Aidan Cheng (Simon Soo), Eve Austin (Gemma), Dario Coates (Connie).

## Il killer dei ricchi
- Titolo originale: Eat the Rich
- Diretto da: Shamim Sarif
- Scritto da: Justin W. Lo e Mairin Reed

### Trama
Joe ignora i messaggi del killer e cambia la serratura della porta. L'assassino invia il dito di Malcolm alla stampa facendo presente che non si tratta di una sparizione ma di un omicidio. Viene presto soprannominato "il killer mangia ricchi". Così facendo vuole attirare su di sé l'attenzione di Joe. La polizia si reca a casa di Joe per fargli qualche domanda e, una volta andata via, il killer scrive a Joe che è stata Kate a mandarli da lui e che farebbe bene ad occuparsi di lei. Joe scopre che la sua studentessa Nadia aveva una relazione con Malcolm. Lei gli chiede di aiutarla a recuperare una lettera che gli aveva inviato. Joe decide di seguire Kate perché probabilmente è la prossima vittima e vuole proteggerla. Anche se inizialmente Kate è irritata dalla sua presenza, pian piano si apre con Joe e i due finiscono a letto insieme. Entrambi sono ignari del fatto che Vic li stia guardando. Il giorno successivo Joe segue Kate in una cripta e, non appena lei se ne va, Vic perquisisce Joe puntandogli una pistola. Gli trova addosso l'anello di Malcolm e quando sta per chiamare la polizia, ne scaturisce uno scontro che costringe Joe ad uccidere Vic. Tutto è stato organizzato dal killer che è convinto che Joe si ecciti ad uccidere. Joe sta al gioco e, come sperava, l'assassino gli propone un incontro. Phoebe invita Joe al locale Sundry House ma al suo arrivo trova la polizia lì ad aspettarlo per interrogarlo.
- Guest star: Sean Pertwee (Vic), Niccy Lin (Sophie Soo), Ben Wiggins (Roald Walker-Burton), Ozioma Whenu (Blessing), Eve Austin (Gemma), Dario Coates (Connie).

## Hampsie
- Titolo originale: Hampsie
- Diretto da: Harry Jierjian
- Scritto da: Michael Foley e Amanda Johnson-Zetterstrom

### Trama
Joe viene invitato per un fine settimana nella tenuta di campagna della famiglia di Phoebe. Quest'ultima prova a sedurre Joe, che però manda a monte il suo tentativo. Phoebe gli confida la sua preoccupazione che Adam non la ami. Nel frattempo Adam dice a Joe che vuole fare la proposta di matrimonio a Phoebe e gli chiede qualche consiglio. Parlando con lui, Joe scopre che è stato Roald, amico di infanzia di Kate, a volere la sua presenza alla tenuta. Durante il weekend, Joe capisce che Roald è ossessionato da Kate e pensa che possa essere effettivamente l'assassino. Una sera, mentre si svolge la cena, Roald accusa Kate di non essersi accettata come "una di loro", mentre Gemma accusa Joe di essere il killer. Successivamente Kate confessa a Joe che suo padre è molto ricco e potente ma che lei ha deciso di tagliare i rapporti con lui per i loschi affari in cui è coinvolto. Roald trova Joe frugare nella sua camera e lo affronta buttandolo giù dalla finestra. Quando Joe si riprende, sente un urlo e si precipita a cercare Kate. La trova inginocchiata di fronte al cadavere di Gemma con un coltello in mano.
- Guest star: Niccy Lin (Sophie Soo), Ben Wiggins (Roald Walker-Burton), Ozioma Whenu (Blessing), Eve Austin (Gemma), Dario Coates (Connie).

## La volpe e il cane da caccia
- Titolo originale: The Fox and the Hound
- Diretto da: Harry Jierjian
- Scritto da: Hillary Benefiel e Dylan Cohen

### Trama
Kate insiste di non aver ucciso Gemma ma Joe non le crede. Decide però di stare al gioco, aiutandola a smaltire il corpo nel capanno mentre gli altri continuano la festa ignari di tutto. Kate affronta Joe sul suo passato dopo aver notato la sua esperienza nel coprire gli omicidi. Joe le confessa di essersi sbarazzato del corpo di Malcom e che chiunque lo abbia incastrato ora sta cercando di incastrare anche lei. Kate confessa tutto a Phoebe e le chiede di mandare via il personale di servizio per poter gestire al meglio la situazione. Roald scopre Joe nel capanno e lo porta dagli altri accusandolo di essere l'assassino. Nessuno crede a Joe e Roald gli dà un vantaggio per fuggire prima di inseguirlo con un fucile. Joe riesce a mettere fuori combattimento Roald nei boschi ma successivamente viene catturato dal vero killer, Rhys. Quest'ultimo dice a Joe di uccidere Roald in modo da poterlo incastrare per gli omicidi. Quando Joe si rifiuta, Rhys dà fuoco alla prigione e se ne va. Joe riesce a liberarsi dalle catene e aiuta anche Roald; entrambi vengono poi salvati da Kate. Joe non dice nulla agli altri circa Rhys, che intanto si è candidato come sindaco di Londra, ma si promette di fermarlo ora che sa chi è.
- Guest star: Stephen Hagan (Malcolm), Niccy Lin (Sophie Soo), Ben Wiggins (Roald Walker-Burton), Ozioma Whenu (Blessing), Aidan Cheng (Simon Soo), Eve Austin (Gemma), Dario Coates (Connie).

## Tra i miei migliori amici
- Diretto da: John Scott
- Scritto da: Justin W. Lo e Leo Richardson

### Trama
Joe cerca un modo per riuscire ad avvicinare Rhys ma una sera se lo ritrova in casa. Gli confessa che ha ucciso tutte quelle persone perché erano un ostacolo alla sua carriera da sindaco. Malcom lo ricattava per il gioco d'azzardo, Simon sfruttava le donne e la sua amicizia sarebbe diventata un problema. Infine Gemma era finita a letto con lui e presto avrebbe parlato. Rhys dice a Joe di trovare qualcuno da incastrare per gli omicidi e che lui penserà al come. In caso negativo farà in modo che sia lui stesso a pagare per tutto. Phoebe fa presente a Joe che la polizia sospetta di Connie perché non ha un alibi. Quest'ultimo si confida con Joe dicendogli che non ricorda nulla in quanto è sempre sotto effetto di droghe. Durante una serata, Joe è costretto ad incastrare qualcuno piazzandogli un orecchio mozzato inviatogli da Rhys. Inizialmente pensa a Connie anche se parlandoci capisce che lui vuole diventare una persona migliore. Phoebe viene sequestrata e nascosta in una stanza segreta da una cameriera. Dawn vuole proteggerla e le confessa che Adam è al verde senza soldi. Joe intanto riesce a localizzare la stanza e con una scusa si fa aprire. Dawn è ossessionata da Phoebe e Joe capisce che è lei la persona perfetta da incastrare per cui piazza l'orecchio nel suo zaino. Quando la polizia fa irruzione nella stanza procedono con l'arresto. Adam chiede a Phoebe di sposarla ma i due litigano per il fatto che lei non crede che lui la ami, pensa che lo stia facendo solo per i soldi. Joe riprende a frequentarsi con Kate e quando fa rientro a casa trova Rhys ad aspettarlo. Gli fa i complimenti per come ha gestito la situazione con Dawn e gli comunica che il prossimo obiettivo è proprio il padre di Kate.
- Guest star: Niccy Lin (Sophie Soo), Ben Wiggins (Roald Walker-Burton), Ozioma Whenu (Blessing), Dario Coates (Connie).

## Un brav'uomo in un mondo crudele
- Titolo originale: Good Man, Cruel World
- Diretto da: Rachel Leiterman
- Scritto da: Ab Chao e Neil Reynolds

### Trama
Joe è sotto ricatto da parte di Rhys che vuole che uccida Tom Lockwood. Nadia non è convinta che Dawn sia il "killer mangia ricchi" ma sospetta che il suo professore sappia qualcosa. Kate organizza una cena con suo padre alla quale invita anche Joe. Al momento delle presentazioni Tom fa capire a Jonathan che conosce la sua vera identità. Il padre di Kate chiede informazioni a Joe su Rhys facendogli presente che è a Londra proprio per questo motivo. Promette a Joe massima protezione in cambio di qualcosa di concreto. Joe attira Rhys a casa sua con l'intento di registrare tutta la conversazione ma viene scoperto subito. Rhys gli fa vedere il passaporto di Marienne dicendogli di averla rapita e che se non ucciderà Tom entro 24h, la condannerà a morte. Joe decide di incontrare il padre di Kate e studia un piano per ucciderlo e sbarazzarsi del corpo. Poco prima di attuarlo però Tom fa capire a Joe che lui può proteggerlo, basta solo che gli racconti la verità su Rhys. Gli fa presente che l'articolo che ha fatto pubblicare su Rhys non serviva ad intralciare la sua candidatura da sindaco bensì a farlo nascondere. Aggiunge che sa che si trova in campagna dalla sua ex per cercare di capire come rimettere in carreggiata la sua campagna elettorale. Tom dice a Joe di uccidere Rhys comunicandogli l'indirizzo altrimenti promette di rovinarlo portandogli via tutto. Joe riesce ad imprigionare Rhys ed inizia a torturarlo affinché confessi dove si trova Marienne senza successo. Quest'ultimo però sembra non conoscerlo e Joe lo strangola uccidendolo. Intanto Nadia frugando in casa di Joe riesce a trovare una chiave che la porta in uno scantinato dove è presente una gabbia al cui interno si trova Marienne.
- Special guest star: Greg Kinnear (Tom Lockwood).

## Dove vai? Dove sei stato?
- Titolo originale: Where Are You Going, Where Have You Been?
- Diretto da: Rachel Leiterman
- Scritto da: Kara Lee Corthron e Mairin Reed

### Trama
L'episodio mostra che il giorno in cui Marienne doveva prendere il treno per rientrare a Parigi, Joe non l'ha lasciata andare ma l'ha rapita rinchiudendola nella gabbia. Si scopre che tutto quello che è successo è opera di Joe. Rhys è solo ed esclusivamente frutto della sua mente. Joe sembra non ricordare dove si trovi la gabbia. Nel frattempo Nadia vuole aiutare Marienne ad uscire ma quest'ultima le chiede di non chiamare la polizia. E' terrorizzata dal fatto che Joe sia riuscito a farla franca uccidendo la moglie. Ha una figlia e non vuole metterla in pericolo, cosa che succederebbe se decidesse di scappare in quanto lui sicuramente la ritroverebbe. Nadia le promette che tornerà il giorno seguente da lei con del cibo e un piano per farla tornare dalla figlia in totale sicurezza. Kate cerca di mettere in guardia Phoebe circa le nozze con Adam. Le consiglia di parlare con un avvocato per l'accordo prematrimoniale. Joe prova a fare mente locale per capire dove si trovi la gabbia e di conseguenza Marienne. Localizza il posto proprio quando nello scantinato è presente anche Nadia.
- Guest star: Dallas Skye (Juliette Bellamy).

## Lei non c'è
- Titolo originale: She's Not There
- Diretto da: Penn Badgley
- Scritto da: Hillary Benefiel e Amanda Johnson-Zetterstrom

### Trama
Nadia si nasconde appena in tempo. Non appena Joe vede Marienne si scusa con lei per quello che le ha fatto e promette di tornare il giorno dopo con un piano per farla uscire e sistemare tutto. Quando Joe va via, Nadia e Marienne studiano un modo per uccidere Joe. Kate è preoccupata per Phoebe perché è convinta che Adam se ne stia approfittando. Joe prova a parlarle ma viene interrotto da Adam che caccia via dalla festa sia lui che Kate; tuttavia Tom sa bene che la figlia Kate è molto amica di Phoebe, tramite un inganno volto a sfruttare il feticismo di Adam lo fa rapire e torturare a morte. Joe è intenzionato a liberare Marienne e fuggire via. Si scopre che Juliet è stata affidata alla nonna e presto lei la riporterà negli Stati Uniti. Sono convinti che Marienne sia sparita perché ha ripreso a drogarsi. Quando un giorno Joe si reca alla gabbia con l'intento di liberare Marienne e uccidersi ponendo fine a tutto, la trova accasciata al suolo. Marienne ha deciso di uccidersi ingerendo delle pillole.
- Special guest star: Greg Kinnear (Tom Lockwood), Victoria Pedretti (Love Quinn), Elizabeth Lail (Guinevere Beck).
- Guest star: Niccy Lin (Sophie Soo), Ozioma Whenu (Blessing).

## La morte di Jonathan Moore
- Titolo originale: The Death of Jonathan Moore
- Diretto da: Harry Jierjian
- Scritto da: Michael Foley e Sera Gamble

### Trama
Joe si sbarazza del corpo di Marienne e rimuove la gabbia dallo scantinato. Nadia decide di raccontare tutto ad Edward, suo compagno di corso. Quando lo porta nello scantinato, con sua sorpresa, non trova più nulla. Kate è distrutta per colpa di suo padre e Joe prova a tirarla su di morale. Fingendosi Kate, Joe incontra Tom e lo uccide. Riesce ad inscenare la sua morte per mano della guardia del corpo. Successivamente Joe prova a farla finita lanciandosi giù da un ponte nel fiume Tamigi. Si scopre che Marienne non è morta ma lo aveva inscenato seguendo il piano di Nadia. Quando Joe si è sbarazzato del corpo di Marienne lasciandolo su una panchina, Nadia è intervenuta somministrandole una sostanza per farla riprendere dalla finta morte causata dalle pillole che aveva ingerito. Edward e Nadia decidono di andare a casa di Joe a cercare qualche prova circa i suoi omicidi. Joe si risveglia in ospedale dopo essere stato salvato dalla polizia. Kate va a trovarlo e lui decide di raccontarle la verità circa il suo passato. Nadia trova le prove a casa di Joe e scatta delle foto con il cellulare. Uscita dall'appartamento non trova Edward e viene scoperta da Joe che elimina le foto dal suo telefonino. Nadia poco dopo si accorge del corpo senza vita del suo compagno di corso, ucciso da Joe che ha studiato un piano ad hoc per incastrarla. Alla fine della serie viene fatto vedere come i rimanenti ricconi del gruppo stiano passando le loro vite, tra cui degna di nota è la nuova vita di Phoebe in Thailandia, dove lavora in un asilo finalmente libera di esprimere se stessa. Kate, con le sue ingenti risorse economiche ereditate dopo la morte del padre, riesce a ripristinare il nome di Joe alterando i fatti relativi al suo passato e alla morte della sua ex moglie Love, sui quali Joe riesce a speculare per diventare una vittima scampato per miracolo ad una pazza assassina; il protagonista, ormai libero da ogni giogo mentale riguardo al voler essere una brava persona e dunque avendo accettato di essere tutt'altro, è pronto ad una nuova vita con una rinnovata e immensa potenza economica e giudiziaria dalla sua parte.
- Special guest star: Greg Kinnear (Tom Lockwood).
- Guest star: Niccy Lin (Sophie Soo), Ben Wiggins (Roald Walker-Burton), Ozioma Whenu (Blessing), Dario Coates (Connie), Dallas Skye (Juliette Bellamy).